# ميعاد مع سوسو (فلم)
ميعاد مع سوسو هو فيلم مصري استعراضي ورومانسي، أنتج في سنة 1977م، من بطولة نور الشريف، وأحمد مظهر، وآخرون. الفيلم مقتبس من النص الأصلي للفيلم Sweet Charity (شاريتي الحلوة)

## ملخص القصة
هويدا (سعاد) فتاة جميلة تعمل في أحد الملاهي الليلية، تتقابل صدفةً في المصعد مع أحد الممثلين الكبار الذي يجد فيها نموذج لوجهٍ سينمائيٍ جديد، في الوقت الذي ترتبط فيه بقصة حبٍ مع (هشام) المعيد في الجامعة وتخبره أنها صحفية، مع مرور الوقت تجد أنه من الضروري إخباره بحقيقة عملها، وتترك له الوقت للتفكير في مستقبل قصة حبهما، في الوقت ذاته توافق على العمل في السينما.

## الممثلون
- نور الشريف: (هشام) - هويدا (سعاد) - أحمد مظهر - ميمي جمال - محمود الجندي - إسعاد يونس - سامي فهمي: (عادل) - نادية أرسلان - فاروق يوسف - أحمد نبيل - محمد الشويحي - محسن سرحان - توفيق الدقن - محمد الرملي 